# Cephalopholis sexmaculata
Cephalopholis sexmaculata es una especie de pez del género Cephalopholis, familia Serranidae. Fue descrita científicamente por Rüppell en 1830.
Se distribuye por el Indo-Pacífico: mar Rojo a Sudáfrica y hacia el este a la Polinesia Francesa. La longitud total (TL) es de 50 centímetros con un peso máximo de 7 kilogramos. Habita en arrecifes costeros y exteriores y se alimenta de peces. Puede alcanzar los 150 metros de profundidad.
Está clasificada como una especie marina inofensiva para el ser humano.